# Казаку, Петру
Пе́тру Каза́ку (рум. Petru Cazacu; 6 октября 1884, Кишинёв, Бессарабская губерния — август 1956, Бухарест, Социалистическая Республика Румыния) — бессарабский и румынский политик, доктор медицинских наук, историк, публицист. В 1918 году был премьер-министром Молдавской демократической республики.

## Сочинения
- P. Cazacu, Moldova dintre Prut şi Nistru. 1812-1918, Chişinău, 1992.